# ایهور مویسیف
ایهور مویسیف (اوکراینی: Ігор Олександрович Моісеєв؛ زادهٔ ۱۶ مهٔ ۱۹۶۴) بازیکن فوتبال اهل اتحاد جماهیر شوروی سوسیالیستی است.
از باشگاه‌هایی که در آن بازی کرده‌است می‌توان به باشگاه فوتبال تورپیدو زاپروژیا، باشگاه فوتبال متالورگ زاپروژیا، باشگاه فوتبال دنیپرو، باشگاه فوتبال ماریوپول، و باشگاه فوتبال شاختار دونتسک اشاره کرد.